# Quebradillas (Quebradillas)
Quebradillas es un barrio-pueblo ubicado en el municipio de Quebradillas en el estado libre asociado de Puerto Rico. En el Censo de 2010 tenía una población de 3103 habitantes y una densidad poblacional de 1.843,19 personas por km².

## Geografía
Quebradillas se encuentra ubicado en las coordenadas 18°28′21″N 66°56′18″O / 18.47250, -66.93833. Según la Oficina del Censo de los Estados Unidos, Quebradillas tiene una superficie total de 1.68 km², de la cual 1.68 km² corresponden a tierra firme y (0.15%) 0 km² es agua.

## Demografía
Según el censo de 2010, había 3103 personas residiendo en Quebradillas. La densidad de población era de 1.843,19 hab./km². De los 3103 habitantes, Quebradillas estaba compuesto por el 86.14% blancos, el 4.06% eran afroamericanos, el 0.1% eran amerindios, el 0.19% eran asiáticos, el 6.25% eran de otras razas y el 3.25% pertenecían a dos o más razas. Del total de la población el 99.29% eran hispanos o latinos de cualquier raza.